# Pescantina
Pescantina település Olaszországban, Veneto régióban, Verona megyében. Lakosainak száma 17 425 fő (2023. január 1.). Pescantina Bussolengo, San Pietro in Cariano, Sant'Ambrogio di Valpolicella, Verona és Pastrengo községekkel határos.

## Népesség
A település népességének változása:
| Lakosok száma | 17 133 | 17 236 | 17 425 |
|               | 2017   | 2018   | 2023   |